# قيطم إتومبوي
قيطم إتومبوي (الاسم العلمي: Xenopus itombwensis) (بالإنجليزية: Itombwe Massif clawed frog)‏ هو نوع من البرمائيات يتبع جنس القيطم من فصيلة الضفادع العديمة اللسان.